# MMC (bedrijf)
MMC is een historisch Brits merk van auto's en inbouwmotoren. De bedrijfsnaam "MMC" stond voor: Motor Manufacturing Company.

## Auto's
Harry John Lawson produceerde aan het einde van de 19e eeuw fietsen in Brighton. Toen de auto-industrie in opkomst was, besloten hij en zijn compagnons ook hier een graantje van mee te pikken. Daarom werd in 1896 de Britse Daimler Company overgenomen en in een leegstaande fabriek ving de productie van auto's aan. De fabriek heette vanaf dat moment de "Motor Mills". Ze had vier verdiepingen en was veel te groot voor de productie van de Daimler-auto's. Daarom haalde Lawson een ander bedrijf, the Great Horseless Carriage Company, over om op de bovense verdieping haar auto's te produceren. Ook andere merken waarvan Lawson patenten of rechten in zijn bezit had produceerden in dezelfde fabriek. The Great Horseless Carriage Company werd in 1898 omgevormd tot "MMC". Vanaf dat moment leken de Daimler- en MMC-modellen erg op elkaar, zeker nadat MMC onderdelen van Daimler ging gebruiken. Toch waren de Daimlermodellen succesvoller. De MMC-productie stond toen al onder leiding van bedrijfsleider George Iden. Na 1902 werd MMC gereorganiseerd, en er werden nog slechts drie modellen gebouwd: een eencilinder, een tweecilinder en een viercilinder, die echter veel componenten met elkaar deelden. Dat was ook nodig, want door de grote diversiteit aan geproduceerde voertuigen was de financiële situatie van het bedrijf verslechterd. Tot 1904 werden ongeveer 350 MMC auto's per jaar gebouwd. In 1903 nam Iden echter ontslag om zijn eigen automerk op te starten. De Iden-automobielen leken sterk op die van MMC. Iden was een van de eisers toen MMC in 1904 failliet werd verklaard. Toch bleven de MMC auto's tot 1905 leverbaar, maar aan het einde van dat jaar werd de bedrijfsruimte weer verkocht aan Daimler. Er werd een fabriek in Parkside (Coventry) gekocht, maar die werd nooit meer gebruikt. Ook een nieuwe reorganisatie en verhuizing naar Londen leverde niets op. Rond 1912 ging MMC definitief ter ziele.

## Tricycles in inbouwmotoren
Men ging ook Tricycles naar model van De Dion-Bouton produceren, maar ook de motoren van De Dion-Bouton en Léon Bollée werden in licentie geproduceerd. Deze werden als MMC-inbouwmotor weer doorverkocht naar een groot aantal Britse motorfietsmerken.